# 科亨兰
科亨兰（Koggenland）是荷蘭的一個市鎮，在行政區劃上屬於北荷蘭省。這個市鎮設立於2007年，是由兩個市鎮合併而成。

## 外部連結
- 维基共享资源上的相關多媒體資源：科亨兰
- Official website （页面存档备份，存于）